# Dicaeum celebicum
Dicaeum celebicum là một loài chim trong họ Dicaeidae.
Đây là loài đặc hữu của Indonesia. môi trường sống tự nhiên của chúng là rừng ẩm vùng đất thấp nhiệt đới hoặc cận nhiệt đới và rừng núi ẩm nhiệt đới hoặc cận nhiệt đới.

## Phân loài
Loài này có 4 phân loài:
1. D. c. talautense, loài đặc hữu quần đảo Talaud
2. D. c. sanghirense, loài đặc hữu đảo Sangihe và đảo Siau
3. D. c. celebicum, loài đặc hữu Sulawesi, Manadotua, Bangka, Lembeh, Togian, Muna và Butung
4. D. c. sulaense, loài đặc hữu quần đảo Sula và quần đảo Banggai

Trước tháng 6 năm 2014, một phân loài thứ năm, D. c. kuehni đã được công nhận. Tuy nhiên, phân tích di truyền cho thấy nó thực sự là một loài riêng, Dicaeum kuehni. Chúng sinh sống ở quần đảo Wakatobi.

## Hình ảnh

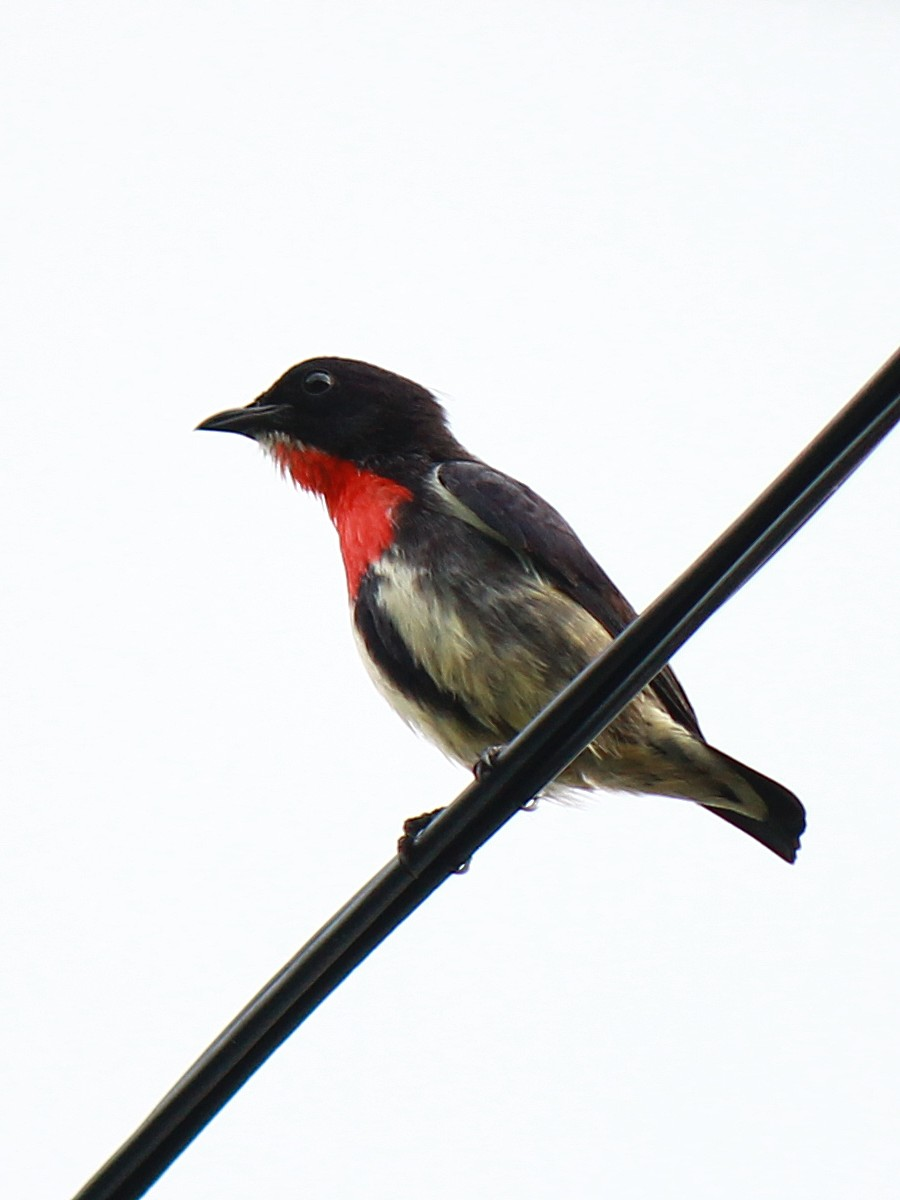
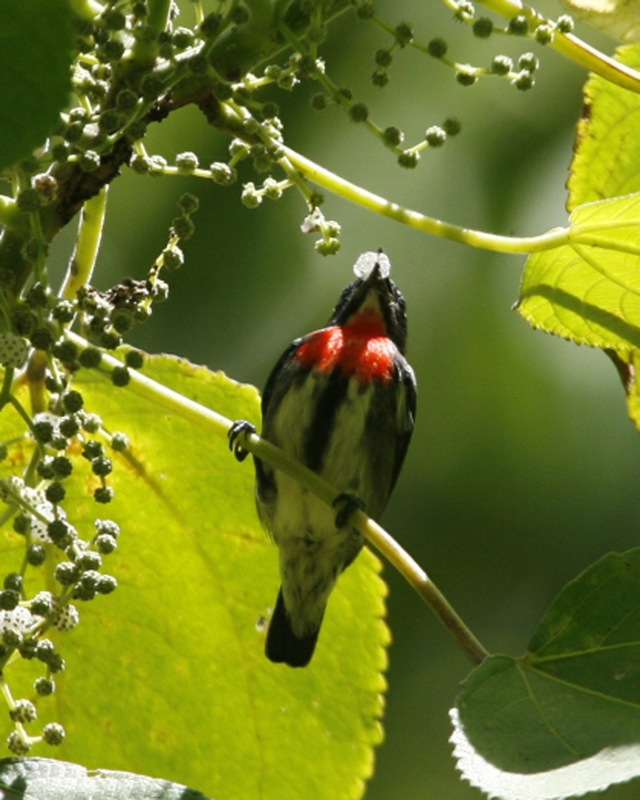